# جوليان ألستون
جوليان ألستون (بالإنجليزية: Julian Mark Alston)‏ هو اقتصادي وبروفيسور أمريكي، ولد في 30 أكتوبر 1953 في ملبورن في أستراليا.